# In Business
In Business es el tercer álbum de estudio del cantante puertorriqueño de reguetón Luigi 21 Plus, este fue publicado el 15 de julio de 2014 bajo el sello Codiscos. Cuenta con 12 canciones, entre ellas las colaboraciones de los cantantes de reguetón Arcángel y De La Ghetto.
También contó con la gira promocional In Business Tour, la cual ayudó a la promoción del álbum del cantante y se realizó en Latinoamérica.

## Antecedentes
Desde sus comienzos, el cantante se caracterizó por su contenido explícito en sus canciones, no obstante, el cantante también mostraba otro lado un tanto comercial donde expresaba sobre desamor, relaciones sentimentales, etc. Según palabras del cantante, siempre tuvo en mente hacer una producción totalmente comercial, por eso, cuando el sencillo «Un beso» tuvo una buena recepción comercial, decidió trabajar en el álbum para su lanzamiento.

## Concepto
Para esta producción, el cantante exploró desde reguetón hasta rap, siendo un álbum totalmente comercial en su mayoría, la canción «Mi punto de vista» es una canción de crítica social donde se habla de las religiones, del abuso de poder, de la pobreza, de la guerra entre países, del hambre, además según palabras del cantante es unas de sus canciones favoritas y fue escrita hace más de 10 años antes de su lanzamiento. Otra canción destacada de la producción es «Madre», donde el cantante habla sobre el valor de una madre y donde el mismo plasma el amor por la suya.

## Sencillos
- «Un beso» es el primer sencillo del álbum del cantante, fue lanzado el 14 de febrero de 2013 por las plataformas digitales y el video musical fue publicado el 13 de enero de 2014.[11] La canción también fue incluida en la producción Sentimiento de un artista de Montana The Producer.[12]

- «Amor ilegal» es una colaboración con el cantante De La Ghetto.[13] Fue publicado el 7 de diciembre de 2013 como el segundo sencillo del álbum, la canción alcanzó la posición #6 en el Latin Urban Chart el 17 de enero de 2014 y el video musical fue lanzado 14 de febrero de ese mismo año.[14][15]

- «Pensándote» es el nombre del tercer y último sencillo del álbum, el cual tuvo un video musical publicado el 15 de octubre de 2014, con anterioridad, se publicó el Behind The Scenes (detrás de cámaras) de lo que iba a ser el video oficial de la canción, como un pequeño adelanto del video musical.[16][17]

## Lista de canciones
- Adaptados desde TIDAL.[18]

| N.º   | Título                            | Escritor(es)                                                                                    | Productor                                     | Duración |  |
| 1.    | «Mi punto de vista»               | Alberto Lozada Algarín, Francisco Collazo y Hiram Santos                                        | Montana The Producer y Fran Fusion            | 2:31     |  |
| 2.    | «Problemática»                    | Alberto Lozada Algarín, Francisco Collazo y Hiram Santos                                        | Montana The Producer y Fran Fusion            | 3:22     |  |
| 3.    | «Paño de lágrimas» (con Arcángel) | Alberto Lozada Algarín, Austin Agustín Santos, Francisco Collazo y Hiram Santos                 | DJ Wassie, Montana The Producer y Fran Fusion | 3:39     |  |
| 4.    | «En la mía»                       | Hiram Santos y Josias De La Cruz                                                                | Nely El Arma Secreta                          | 3:05     |  |
| 5.    | «Celebrar»                        | Alberto Lozada Algarín y Hiram Santos                                                           | Montana The Producer                          | 3:33     |  |
| 6.    | «El buen malo»                    | Alberto Lozada Algarín, Francisco Collazo y Hiram Santos                                        | Montana The Producer y Fran Fusion            | 3:06     |  |
| 7.    | «Pensandote»                      | Alberto Lozada Algarín, Francisco Collazo y Hiram Santos                                        | Montana The Producer y Fran Fusion            | 3:31     |  |
| 8.    | «Amor ilegal» (con De La Ghetto)  | Alberto Lozada Algarín, Francisco Collazo, Hiram Santos, Miguel De Jesús Cruz y Rafael Castillo | Montana The Producer y Fran Fusion            | 3:25     |  |
| 9.    | «Corazón salau»                   | Alberto Lozada Algarín y Hiram Santos                                                           | Montana The Producer                          | 3:15     |  |
| 10.   | «Peligrosa»                       | Egbert Rosa Cintrón y Hiram Santos                                                              | Fino Como El Haze                             | 3:07     |  |
| 11.   | «Madre»                           | Alberto Lozada Algarín, Francisco Collazo y Hiram Santos                                        | Montana The Producer y Fran Fusion            | 3:14     |  |
| 12.   | «Un beso»                         | Alberto Lozada Algarín, Francisco Collazo y Hiram Santos                                        | Montana The Producer y Fran Fusion            | 3:28     |  |
| 39:16 |                                   |                                                                                                 |                                               |          |  |